# Mario Balotelli
Mario Barwuah Balotelli (født 12. august 1990) er en italiensk fodboldspiller med ghanesiske rødder, der spiller som angriber for Genoa i Italien..
Balotelli har tidligere spillet for Inter, Manchester City F.C., AC Milan, OGC Nice og Liverpool. Han debuterede for Italiens fodboldlandshold to dage før sin 20-års-fødselsdag, d. 10. august 2010, i en venskabskamp mod Elfenbenkysten - Italiens første kamp efter VM i fodbold 2010. Han deltog endvidere i EM 2012, hvor han bl.a. scorede de to mål ved Italiens 2-1-sejr over Tyskland i semifinalen. Han er også kendt som en farverig person udenfor banen, og er tit i mediernes søgelys.